# Ultraviolet lys
Ultraviolet lys (også ultraviolet stråling, UV eller uv-stråling (Retskrivningsordbogen)) er elektromagnetisk stråling som har mindre bølgelængde end synligt lys og større bølgelængde end røntgenstråling. Ultraviolet lys dækker bølgelængdeintervallet 100 nm til 380 nm.

## Fysisk beskrivelse
Efter UV-strålingens virkninger inddeles den i følgende kategorier:
- UVA: 380 nm – 320 nm
- UVB: 320 nm – 280 nm
- UVC: 280 nm – 100 nm

UV forekommer naturligt i solstråling. UVC absorberes fuldstændigt i atmosfæren og når altså ikke frem til Jordens overflade. UVB absorberes i vid udstrækning i ozonlaget. UVA absorberes ikke i atmosfæren, men det spredes som andet lys og når altså heller ikke usvækket frem til Jordens overflade. Solstrålingens indhold af UV afhænger af solhøjden (dvs. af den geografiske breddegrad, årstiden og klokkeslættet), skydækket og af højden over havets overflade. Jo længere strålingen skal rejse frem til Jordens overflade, jo mere spredes den. Derfor er UV-intensiteten størst når Solen står højt på himlen. Fjerner man sig fra havets overflade, bliver atmosfæren tyndere, og en større del af den ultraviolette stråling når frem – dette fænomen går under betegnelsen højfjeldssol. Det såkaldte UV-index er et mål for UV-strålingens styrke på en given lokalitet til et givet tidspunkt.
UV kan også frembringes vha. særlige lamper. Almindelige glødepærer udsender en beskeden mængde UV. En mere effektiv UV-kilde haves i lysstofrør, som bl.a. finder anvendelse i solarier.
Papir og hvide tekstiler tilsættes ofte stoffer som fluorescerer i UVA-lys. Hensigten er at få de hvide materialer til at fremstå endnu hvidere. Virkningen beror på at det fluorescerende stof udsender blåligt lys når det bestråles med UVA.
Samme effekt udnyttes af filatelister. I en årrække blev frimærker trykt både på fluorescerende og på ikke-fluorescerende papir. Man kan skelne mellem de to papirtyper ved at belyse dem med en UVA-lampe. Endvidere har visse pengesedler sikkerhedsmønstre som træder frem ved UVA-belysning.
Fluorescens forekommer også naturligt i visse mineraler, hvis tilstedeværelse i en bjergart altså kan påvises i UV-belysning.

### Fotonenergi
Som al anden elektromagnetisk stråling kan energien af strålingen beregnes.
Når elektromagnetisk stråling betragtes som partikler, også kendt som fotoner, har hver foton en energi, som er relateret til bølgens frekvens og den er givet ved Plancks relation:
E = hν, hvor 
- E er fotonens energi.
- h er Plancks konstant: 6,626 × 10-34 J*s.
- ν er bølgens frekvens.

For UV-stråling udtrykkes energien som elektronVolt, eV og kJ/mol.
Herefter er flere tabeller, der inddeler ultraviolet lys/stråling på forskellige måder.
| Navn        | Forkortelse | Bølgelængde-interval nanometer | Fotonenergi electronVolt | Fotonenergi kiloJoule per mol | Noter m.m. |
| ----------- | ----------- | ------------------------------ | ------------------------ | ----------------------------- | ---------- |
| Ultraviolet | UV          | 400 – 100 nm                   | 3.10 – 12.4 eV           | 299 - 1196 kJ/mol             |            |

| Navn          | Forkortelse | Bølgelængde-interval nanometer | Fotonenergi electronVolt | Fotonenergi kiloJoule per mol | Noter m.m.                                      |
| ------------- | ----------- | ------------------------------ | ------------------------ | ----------------------------- | ----------------------------------------------- |
| Ultraviolet A | UVA         | 400 – 315 nm                   | 3.10 – 3.94 eV           | 299 - 380 kJ/mol              | long wave, black light                          |
| Ultraviolet B | UVB         | 315 – 280 nm                   | 3.94 – 4.43 eV           | 380 - 427 kJ/mol              | medium wave                                     |
| Ultraviolet C | UVC         | 280 – 100 nm                   | 4.43 – 12.4 eV           | 427 - 1196 kJ/mol             | short wave, steriliserende stråling, germicidal |

| Navn                 | Forkortelse | Bølgelængde-interval nanometer | Fotonenergi electronVolt | Fotonenergi kiloJoule per mol | Noter m.m.                          |
| -------------------- | ----------- | ------------------------------ | ------------------------ | ----------------------------- | ----------------------------------- |
| Near Ultraviolet     | NUV         | 400 – 300 nm                   | 3.10 – 4.13 eV           | 299 - 399 kJ/mol              | synligt for fugle, insekter og fisk |
| Middle Ultraviolet   | MUV         | 300 – 200 nm                   | 4.13 – 6.20 eV           | 399 - 598 kJ/mol              |                                     |
| Far Ultraviolet      | FUV         | 200 – 122 nm                   | 6.20 – 10.16 eV          | 598 - 981 kJ/mol              |                                     |
| Hydrogen Lyman-alpha | H Lyman-α   | 122 – 121 nm                   | 10.16– 10.25 eV          | 981 - 989 kJ/mol              |                                     |
| Extreme Ultraviolet  | EUV         | 121 – 10 nm                    | 10.25 – 124 eV           | 989 - 11.963 kJ/mol           |                                     |
| Vacuum Ultraviolet   | VUV         | 200 – 10 nm                    | 6.20 – 124 eV            | 598 - 11.964 kJ/mol           |                                     |

## UV-strålingens betydning
UV-stråling spiller en vigtig rolle i en række sammenhænge.

### Kemi
UV-stråling kan udløse kemiske processer. Typisk skal der tilføres en vis mængde energi før en kemisk elementarproces kan forløbe. Det viser sig at fotonenergien i UV-lys ofte er passende til at bryde en kemisk binding og danne radikaler, sammenlign f.eks. med bindingsenergierne af C-H (410 kJ/mol), C-C (347-356 kJ/mol) og O-H (460 kJ/mol). Til sammenligning skal anføres at fotonenergien af synligt lys ligger mellem 1,8 og 3,1 eV, en relativt lille energi, men nok til at excitere et enkelt molekyle i øjets fotoreceptorer. 
UV nedbryder langsomt mange typer af pigmenter. Derfor opsættes et gult (UV-absorberende) folie i udstillingsruden i visse forretninger. Omvendt udnyttede man før fremkomsten af kemiske blegemidler i stor stil UV-strålingens blegende effekt ved fremstilling af hvide tekstiler.

### Biologi
Mennesker kan per definition ikke se UV, men mange dyr, bl.a. bier, rejer og krabber samt visse fisk og fugle, kan. Deres øjnes UV-følsomhed topper typisk omkring 360 nm, dvs. i UVA-området. Solstrålingens UVA kan trænge flere hundrede meter ned i klart vand, hvorimod den røde ende af synligt lys er helt absorberet i ca. 12 meters dybde. På større dybder orienterer visse vandlevende dyr sig derfor vha. UVA. Blandt pattedyrene kan visse nektardrikkende flagermus se UVA, hvilket sætter dem i stand til at finde blomster om natten.

### Fysiologi
I lighed med synligt lys trænger UV ikke dybt ned i menneskekroppen. Det er primært huden og øjnene som eksponeres.
Solstrålingens indhold af UV gør os solskoldede eller solbrune. Den brune farve opstår når huden ved UVB-bestråling danner en ufarvet variant af pigmentet melanin. Forstadiet farves derefter brunt ved UVA-bestråling. Brun hud er i nogen grad beskyttet mod UV-strålingen, som absorberes i overhuden af melaninet. Visse dyr og mennesker, de såkaldte albinoer, mangler evnen til at danne melanin og er derfor permanent udsat for solstrålingens skadevirkninger. Farligst er det at opholde sig i ækvatoriale egne midt på dagen. I DK frarådes solbadning i tidsrummet 12-15 fra midten af maj til midten af august. 
UVA trænger som nævnt dybt ned i klart vand. Det gælder i mindre grad UVB, men man kan faktisk blive brun mens man bader. UV-intensiteten svækkes dog betydeligt hvis vandet indeholder alger eller andre uklarheder.
Vinduesglas absorberer UVA og UVB, så man bliver altså ikke brun ved at opholde sig i en vindueskarm. Krystalglas derimod som består af næsten rent kvarts, tillader passage af UVA og UVB. Da halogenpærer normalt er lavet af tyndt krystalglas, udsender de UVA og UVB. Derfor skal halogenpærer ifølge lovkrav afskærmes af minimum 2 mm UV-absorberende glas i lampen.
Langtidsvirkningerne af UV-eksponering inkluderer nedbrydelse af underhudens kollagen med rynkedannelse som konsekvens. Ved mutationer i hudcellernes arveanlæg kan UV-stråling endvidere fremkalde hudkræft.
Synet kan ligeledes lide skade ved længere tids UV-påvirkning.
Man kan beskytte sig mod de skadelige virkninger af UVA og UVB ved at benytte sig af solcreme og solbriller med UV-filter.

### Helbred og medicin
Eksponering med UV er dog ikke udelukkende skadelig. Bl.a. dannes der D3-vitamin i huden når den eksponeres for UV. Af samme grund anbefales mennesker med mørk hud eller tradition for tildækning med tøj at indtage D3-vitamin som kosttilskud.
Solbadning har en gavnlig virkning på visse hudforandringer og hudsygdomme. Niels Finsen var pionér på dette område. Han indførte bl.a. UV-behandling af hudtuberkulose i slutningen af 1800-tallet.
Babygulsot skyldes ophobning i huden af farvestoffet bilirubin som opstår ved nedbrydning af røde blodlegemer, og som den umodne lever i utilstrækkelig grad formår at optage. I svære tilfælde ordineres en lyskur som består i at barnet eksponeres for UV.
UVB og UVC ødelægger de fleste organiske molekyler. UV-lamper anvendes derfor til at sterilisere hospitalsudstyr.